# Жмудська Вікіпедія
Жму́дська Вікіпе́дія (жумуд. Žemaitėška Vikipedėjė) — розділ Вікіпедії жмудською мовою (число мовців: ~0,5 млн). Жмудська Вікіпедія заснована у 2006 році з ініціативи інформатика Арнаса Удовічуса (нар. 1982 р.; лит. Arnas Udovičius).
Жмудська Вікіпедія станом на 26 березня 2025 року містить {17 267 статей, 27 462 зареєстрованих користувачів, 35 активних дописувачів, 4 адміністраторів
. Загальна кількість сторінок у жмудській Вікіпедії — 30 033, редагувань — 361 824, завантажених файлів — 109
. Глибина (рівень розвитку мовного розділу) жмудської Вікіпедії дуже мала і становить лише 6.6 пунктів
.

## Історія
- 2006, 25 березня — 1.
- 2007, 9 лютого — 1 000.
- 2008, 24 січня — 5 000.
- 2009, 14 квітня — 10 000.[3]
- 2011 — 13 000.